# Melitulias
Melitulias là một chi bướm đêm thuộc họ Geometridae.